# 江木俊夫
江木 俊夫（えぎ としお、1952年6月4日 - ）は、日本の俳優、歌手、タレント。本名は亀田 学（かめだ まなぶ）。東京都武蔵野市出身。愛称・トシ坊。渋谷区立外苑中学校 → 堀越高等学校の出身。
幼年期は子役として活躍し、青年期は男性アイドルグループ・フォーリーブスのメンバーとして芸能界の第一線で活躍。

## 来歴
- 江木俊夫の江の字と俊の字は近江俊郎からとったものである[1][2]。
- 3歳の時から子役活動を開始[1]。1959年頃からは日活映画を中心に活動し[1]、石原裕次郎や小林旭を始めとする数多くの日活スターと共演。1963年には黒澤明監督の大作映画『天国と地獄』に出演。更に特撮ドラマ『マグマ大使』（1966年 - 1967年）にマモル少年役で主演するなど、愛らしい容貌と卓越した演技力をもって、宮脇康之登場以前の1960年代前半から中盤を代表する名子役として活躍した。
- 1966年10月のフォーリーブス結成に参加。1968年9月5日に『オリビアの調べ』でレコードデビュー。俳優業を休止し、グループとしての歌手活動に専念することになる。他のメンバーは北公次、青山孝、おりも政夫。
- 既に芸歴が長く、知名度も高かった江木はグループの三枚目ポジションを担当し、おりも政夫と共にコントやバラエティでメインの役割を演じ、MC役を務めた。フォーリーブスは一躍若い女性ファンの熱烈な支持を集め、1970年代を代表する人気男性アイドルグループとなった。1978年の解散まで、当時としては極めて息の長いアイドルスターとして活動した。
- 解散後は舞台や二時間ドラマなど俳優業を中心として活動するが、結婚直後から経営業にも乗り出し芸能プロダクション『オフィスキッド』を設立。芸能活動と経営業の兼業を続け、1980年代末頃に経営に専念するようになり、武田久美子らをプロデュースしていた。他にCMなどの企画制作や関連会社所属タレントのマネジメントもしていた。
- 1999年に覚醒剤取締法違反で逮捕された。
- 2002年にフォーリーブスを再結成。2009年青山孝史の急逝を経て同年3月に活動休止。以降、「同窓会コンサート」司会ほか、ライブやトークショー、宝石販売などの活動を続けている他、2014年からはおりもとの2人でフォーリーブスとしての活動を再開している。
- 2017年3月25日に公式Facebookをオープンした。
- 近年は「夢スター歌謡祭 春組対秋組歌合戦」で全国各地を回っており、 おりも政夫やあべ静江らと共に司会を務めている。

## エピソード
- 『天国と地獄』のオーディションでは、順番が後の方であったため飽きて外に出てしまったが、その時に江木へ声をかけて『モスラ対ゴジラ』のスタジオへ連れて行ってくれた“おじさん”が監督の黒澤明であり、これがきっかけで合格した[1]。
- 『マグマ大使』への起用は、江木が出演したピー・プロダクションのパイロットフィルム『クラブ君の冒険』での演技を評価していたうしおそうじ（鷺巣富雄）が推薦し決定した[1]。
- 『マグマ大使』の撮影時は、ピー・プロダクション社長のうしおそうじ宅に泊まりこむことも多く、うしおの実子である鷺巣詩郎とよく遊んでいたという[3]。
- 子役時代、『激流に生きる男』出演中で撮影所にいた赤木圭一郎からゴーカートへの同乗に誘われるも、小林旭から「一緒に行くと危ないぞ、それより飯でも食おうよ」と呼ばれた。赤木は運転中に事故に遭い死亡、小林とともに食堂で食事をしていた江木は命拾いをした[4]。
- ジャニーズへの参加は、『エプロンおばさん』出演時に稽古場の隣のスタジオを『味の素ホイホイ・ミュージック・スクール』が使用しており、同番組に携わっていたジャニー喜多川に声をかけられたのがきっかけであった[1]。
- パクチーが大好き。また、普段は夢スター歌謡祭歌合戦でお弁当を食べる事が多く、生野菜を摂取する機会が少ない為、生野菜を食べたくなり、休日に食べる。芋類は嫌いで、肉じゃがも好きではない[5]。
- ラーメン屋に行った事がない。蕎麦はたぬき蕎麦が好き。海老はあまり好きではない[6]。
- 足のサイズは25.0cmと男性にしては小さい。そのため、江木が靴をあげて履ける人物はあいざき進也や晃だけである[7]。
- すごく寝相が悪いため、ホテルのベッドから落ちた事が何回もある[8]。
- これまでダウンコートは持っていなかったが、2019年、夢スター歌謡祭のツアーに行く為に初めて購入した[9][10]。

## 出演

### バラエティ番組
- 東芝ファミリーホール特ダネ登場!? （1970年 - 1979年、日本テレビ） - パネリストとして出演。
- I stage （2005年 - 2006年、テレビ愛知） - ドン小西とともに司会を担当。フォーリーブスのメンバーがゲスト出演したこともある。
- 痛快!買い物ランドSHOPJIMA （2007年 - 、テレビ東京） - フォーリーブスのメンバー・おりも政夫とともにレギュラーで出演。

### 歌番組
- 日本歌手協会・新春12時間歌謡祭（中野サンプラザ 2020年1月2日放送、主催：日本歌手協会、放送：BSテレ東）
- 日本歌手協会・新春12時間歌謡祭（中野サンプラザ 2023年1月3日放送、主催：日本歌手協会、放送：BSテレ東）

### テレビドラマ
※フォーリーブスとしての出演はフォーリーブスの項目参照
 連続ドラマ 
- 怪人20面相（1958年 - 1960年、日本テレビ） - ポケット小僧役
- マグマ大使（1966年 - 1967年、フジテレビ） - 村上マモル役
- エプロンおばさん 第2期（1967年 - 1968年、日本テレビ）
- 刑事くん 第3部・第50話「輝く瞳」（1975年10月20日、TBSテレビ）
- 横溝正史シリーズII 「不死蝶」 （1978年7月、TBSテレビ） - 玉造康雄役。この作品は後にDVD化されている。
- 同心部屋御用帳 江戸の旋風IV 第22話「どぶねずみに花束を」（1979年4月19日、フジテレビ） - 潤之助役
- 必殺シリーズ(ABC / 松竹）
  - 必殺仕事人 第2話「主水おびえる! 闇に光る眼は誰か?」（1979年5月25日） - 宗次
  - 新・必殺仕事人 第9話「主水 留守番する」（1981年） - 政吉
  - 必殺仕事人III 第19話「にせ物に踊らされたのはせんとりつ」（1983年） - 佐吉
- 銭形平次 第676話「おやこ同心」（1979年、フジテレビ） - 原田貞一郎
- 桃太郎侍
  - 第148話「つばめのつばめ」（1979年） - 石川鶴千代
  - 第253話「すずめ　涙の花嫁衣裳」（1981年） - 清二郎
- そば屋梅吉捕物帳 第2話「花の吉原遊女の悲恋」（1979年10月3日、東京12チャンネル） - 巳之吉役
- 噂の刑事トミーとマツ  第2話「トミーの初恋・夢見街」（1979年10月24日、TBS） - 畑中役
- 大捜査線第6話「青春心中」（1980年2月14日、フジテレビ）
- 大江戸捜査網 第447話「幻の恋に泣く女」（1980年6月21日、東京12チャンネル） - 仙吉役
- 特捜最前線
  - 第222話「亡霊が見舞いに来る夜！（1981年、ANB）
  - 第422話「姑誘拐・ニッポン姨捨物語!」（1985年、ANB）

 単発ドラマ 
- 日本名作怪談劇場 第７話「玉菊燈籠」 （1979年、12ch） - 樫山源吾、樫山主水正（この作品は後にビデオ化されている。）
- 木曜ゴールデンドラマ 「東京大地震マグニチュード8.1」 （1980年、読売テレビ） - 佐野
- 土曜ワイド劇場・江戸川乱歩の美女シリーズ 「江戸川乱歩『化人幻戯』より・エマニエルの美女」 （1980年、テレビ朝日） - この作品は後にDVD化されている。
- 土曜ワイド劇場・三毛猫ホームズシリーズ 「三毛猫ホームズの狂死曲」 （1982年、テレビ朝日）
- 火曜サスペンス劇場 「危機一髪の女〜雨の横浜で狙われた私」 （1982年、日本テレビ） - フォーリーブスのメンバー・北公次とともに出演。
- 土曜ワイド劇場 「結婚案内ミステリー風 略奪された花嫁!」 （1984年、テレビ朝日）
- 土曜ワイド劇場 「三つ首塔」（1988年、テレビ朝日）

パイロットフィルム
- クラブ君の冒険（1965年、ピー・プロダクション） - クラブ君[1]
- 豹マン（1967年、ピー・プロダクション） - 本郷春雄[11]

### 映画
出演 
- 1959年 タッちゃん一家 [1]

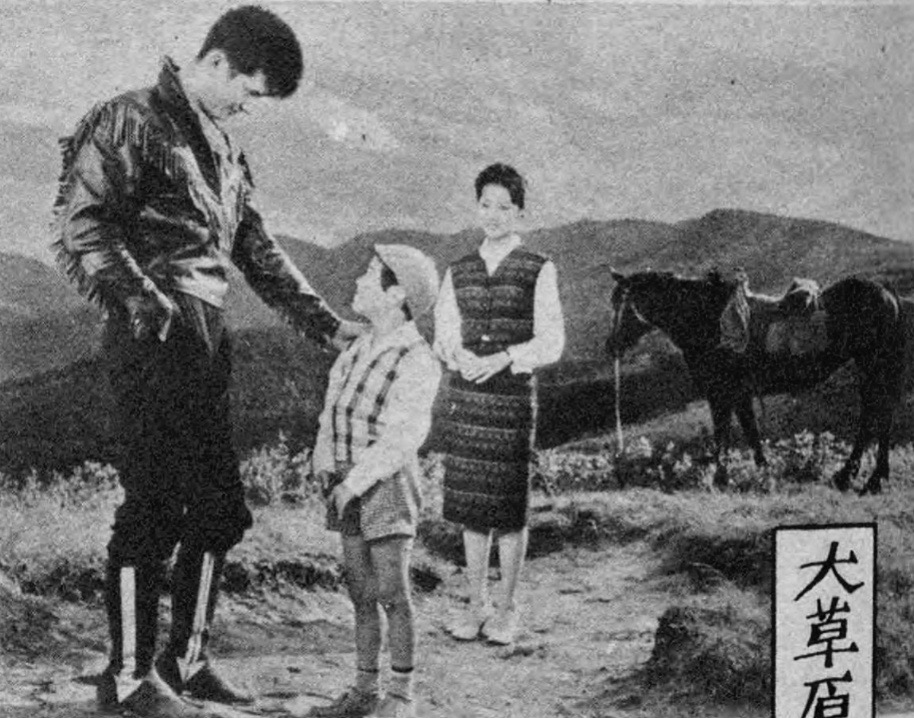
『大草原の渡り鳥』（1960年）

- 1959.03.10 今日に生きる（日活：山田明役）
- 1959.04.22 二連銃の鉄（日活）
- 1960.10.12 大草原の渡り鳥（日活：信夫役）
- 1961.01.03 波濤を越える渡り鳥（日活：少年時代の伸次役）
- 1961.04.01 早射ち野郎（日活：三郎役）
- 1961.11.12 街に気球があがる時（日活：ヨッちゃん役）
- 1962.05.01 激流に生きる男（日活：利夫役）
- 1963.03.01 天国と地獄（東宝＝黒澤プロ：権藤の息子純役）
- 1974.07.20 急げ!若者 TOMORROW NEVER WAITS（東宝＝ジャック・プロ：敏男役）
- 1978.04.08 多羅尾伴内（東映東京：木俣良教役）
- 1979.07.14 金田一耕助の冒険（角川春樹事務所：パンチ役）
- 1981.12.20 すっかり…その気で! （田中プロ：毛利浩二役）

 製作 
- 1991.10.12 雪のコンチェルト（バンダイ：製作総指揮）
- 1994.07.02 熱血ゴルフ倶楽部（イメージファクトリー・アイエム：プロデューサー）
- 1997.05.09 霊界学校 麻子先生の首（Vシネマ：東映ビデオ）

 その他 
- 1990.12.07 テクニカル・ヴァージン（Vシネマ：にっかつビデオ：協力）

### ラジオ番組
- 江木俊夫のイレブン・サーティ（ラジオ日本）
- 江木俊夫のフレッシュSUNDAY（ラジオ大阪）
- 江木俊夫のe-情報（東海ラジオ）
- 江木俊夫 君にこの歌を（ニッポン放送）
- 江木俊夫 本番だよっ!（ニッポン放送）
- 江木俊夫の聞いてんの?（ラジオ大阪）公式twitter

### CM
- バディズ「ナチュラルシリーズ化粧品」(基礎化粧品)

### 舞台
- 歌舞伎模様・天保六花撰（1978年、新宿コマ劇場）
- 小柳ルミ子ショウ（1979年、あさくさ国際劇場）

## ジャニーズ時代の作品
| 曲名                                                  | 収録アルバム                                                   | 備考                                   |
| 試験はいやだ                                          | ヒット!ヒット!ヒット! フォーリーブス・ゴールデン・ショー       | 原曲:ジャニーズ                        |
| 学生                                                  | フォーリーブス・ミュージカル 少年たちシリーズ 〜明日なき友情〜 | 単曲の音源は2022年3月時点 未CD化。     |
| HEY, BIG BROTHER ～ シンプルソングメドレー            | スーパー・プレゼント                                           |                                        |
| I WANT TO TAKE YOU HIGHER                             | スーパー・プレゼント                                           |                                        |
| ラブ                                                  | スーパープレゼント'74                                          |                                        |
| レイル・ロード                                        | フォーリーブス・郷ひろみ ジョイントリサイタル                  | 2024年11月 時点 未CD化。               |
| 悲しみのページ                                        | 若者                                                           |                                        |
| アイ・ビリーブ・イン・ミュージック                    | フォーリーブス10周年記念PART1                                  | 2024年11月 時点 未CD化。               |
| そして今                                              | 一本の樹                                                       |                                        |
| DON'T STOP                                            | LOVE FOREVER                                                   |                                        |
| I WOULDN'T WANT TO BE LIKE YOU                        | LOVE FOREVER                                                   |                                        |
| メドレー （あんたのバラード ／ わかれうた ／ 襟裳岬） | LOVE FOREVER                                                   |                                        |
| 22才の別れ                                            | LOVE FOREVER                                                   |                                        |
| 帰り来ぬ青春                                          | LOVE FOREVER                                                   |                                        |
| 時計を止めて                                          | GOOD-BYE                                                       |                                        |
| I WANT TO TAKE YOU HIGHER                             | フォーリーブス 1968-1978                                       | 表記は無いがエディットバージョンである |

## 写真集
- 帰って来ない青春 - 江木俊夫・詩と写真集（1977年1月、泰流社）

## 著書
- ジャニー喜多川さんを知ってますか - 初めて語る伝説の実像（1997年7月、KKベストセラーズ）